# Vieux-Boucau-les-Bains
Vieux-Boucau-les-Bains é uma comuna francesa na região administrativa da Nova Aquitânia, no departamento Landes. Estende-se por uma área de 4,25 km². Em 2010 a comuna tinha 1 646 habitantes (densidade: 387,3 hab./km²).